# (24523) Sanaraoof
(24523) Sanaraoof est un astéroïde de la ceinture principale.

## Description
(24523) Sanaraoof est un astéroïde de la ceinture principale. Il fut découvert le 1er février 2001 à Socorro (Nouveau-Mexique) par le projet LINEAR. Il présente une orbite caractérisée par un demi-grand axe de 2,32 UA, une excentricité de 0,11 et une inclinaison de 4,6° par rapport à l'écliptique.

## Compléments